# روبرت بواتينغ
روبرت بواتينغ (بالإنجليزية: Robert Boateng)‏ هو لاعب كرة قدم غاني في مركز الوسط، ولد في 3 يوليو 1974 في أوبواسي في غانا. شارك مع منتخب غانا لكرة القدم. أما مع النوادي، فقد لعب مع أشانتي كوتوكو ونادي روسنبورغ.

## وصلات خارجية
- روبرت بواتينغ على موقع الاتحاد الدولي (مؤرشف)  (الإنجليزية)
- روبرت بواتينغ على موقع قاعدة بيانات كرة القدم.إي يو (الإنجليزية)
- روبرت بواتينغ على موقع ناشيونال فوتبول تيمز (الإنجليزية)
- روبرت بواتينغ على موقع عالم كرة القدم.نت (الإنجليزية)